# Đảng Dân chủ Khmer
Đảng Dân chủ Khmer (KDP) là một đảng phái chính trị thứ ba của Campuchia được Uk Phourik thành lập vào năm 1998.

## Hệ tư tưởng
Chính đảng này ủng hộ niềm tin rằng trong khi những người nhập cư bất hợp pháp và thậm chí cả những người đến ‘’từ Việt Nam‘’ đã ‘’cướp mất công ăn việc làm của người Campuchia‘’ dẫn đến sự phá hoại đất nước Campuchia. Lãnh đạo của KDP Uk Phourik nói rằng ông và đảng của ông không ủng hộ hệ tư tưởng ‘’chống nhập cư‘’ tuy nhiên ông và Đảng Dân chủ Khmer sẽ ủng hộ và thúc đẩy niềm tin rằng tất cả những người nhập cư đều phải dựa trên từng trường hợp cụ thể cần thiết để trở thành công dân chỉ nhờ ‘’sắc lệnh hoàng gia‘’ để có thể sinh sống ở Campuchia, nơi họ có thể đóng góp mang tính xây dựng cho Campuchia tốt hơn.
Một hệ tư tưởng khác của Đảng Dân chủ Khmer khuyến khích và ủng hộ nhân quyền ‘’đặc biệt là đối với phụ nữ và trẻ em‘’ và việc hỗ trợ không giới hạn cho ‘’một nền kinh tế thị trường tự do‘’ và cũng bởi sự không thiên vị bằng cách hỗ trợ và ‘’hợp tác‘’ với tất cả các nước trên thế giới ‘’bất kể các chính sách chính trị-xã hội của họ.‘’ Ngoài ra đó cũng là cách mà đảng này ủng hộ niềm tin rằng tất cả mọi người dân Campuchia đều có quyền kiểm soát đất nước của họ thông qua ‘’chủ quyền.‘’ Mặt khác đảng còn ủng hộ công tác bảo tồn di sản văn hóa và đạo đức xã hội cũng như một bộ luật tuân thủ Hiến pháp có nghĩa là họ phản đối những việc sau đây như trộm cắp, ma túy và buôn người v.v.

## Hoạt động
Điều thú vị là trong số các chương trình truyền hình về chiến dịch tranh cử cho thấy các đảng phái chính trị đang đề xướng quan điểm của họ, Đảng Dân chủ Khmer có 1 giờ 48 phút nhiều hơn so với thời gian 1 giờ 43 phút của Đảng Nhân dân Campuchia cầm quyền. KDP xếp ở vị trí thứ bảy trong cuộc bầu cử quốc hội Campuchia năm 2008 với 32,386 phiếu bầu cho 1 ghế.